# Памятник Параджанову (Тбилиси)
Памятник Параджанову — в Тбилиси, установлен в память советского кинорежиссёра, коренного тбилисца, Сергея Параджанова (1924—1990). Находится на улице Ватный ряд в старом городе, на торцевой стороне дома 7 (Манташевские торговые ряды). Одна из достопримечательностей города.

## История
Памятник был создан к 80-летию Параджанова. Изготовление выполнено в Италии. На открытии памятника 6 ноября 2004 года присутствовали представители грузинской культурной элиты, гости из Армении, России и Украины.
Скульптор Важа Микаберидзе создал «летящий» образ, использовав фотографию Юрия Мечитова «Время полёта», сделанную когда Параджанов прыгнул через улицу Махарадзе (угол с улицей Арсена Одзелашвили) в Тбилиси.